# لیفان ۳۲۰
لیفان ۳۲۰ (به انگلیسی: Lifan 320) خودرویی است که از سال ۲۰۱۱ تا ۲۰۱۸ در چرکسک و روسیه تولید شده‌است. است. سیستم جعبه‌دندهٔ آن ۵ دنده به دو صورت خودکار و دستی است.

## نگارخانه

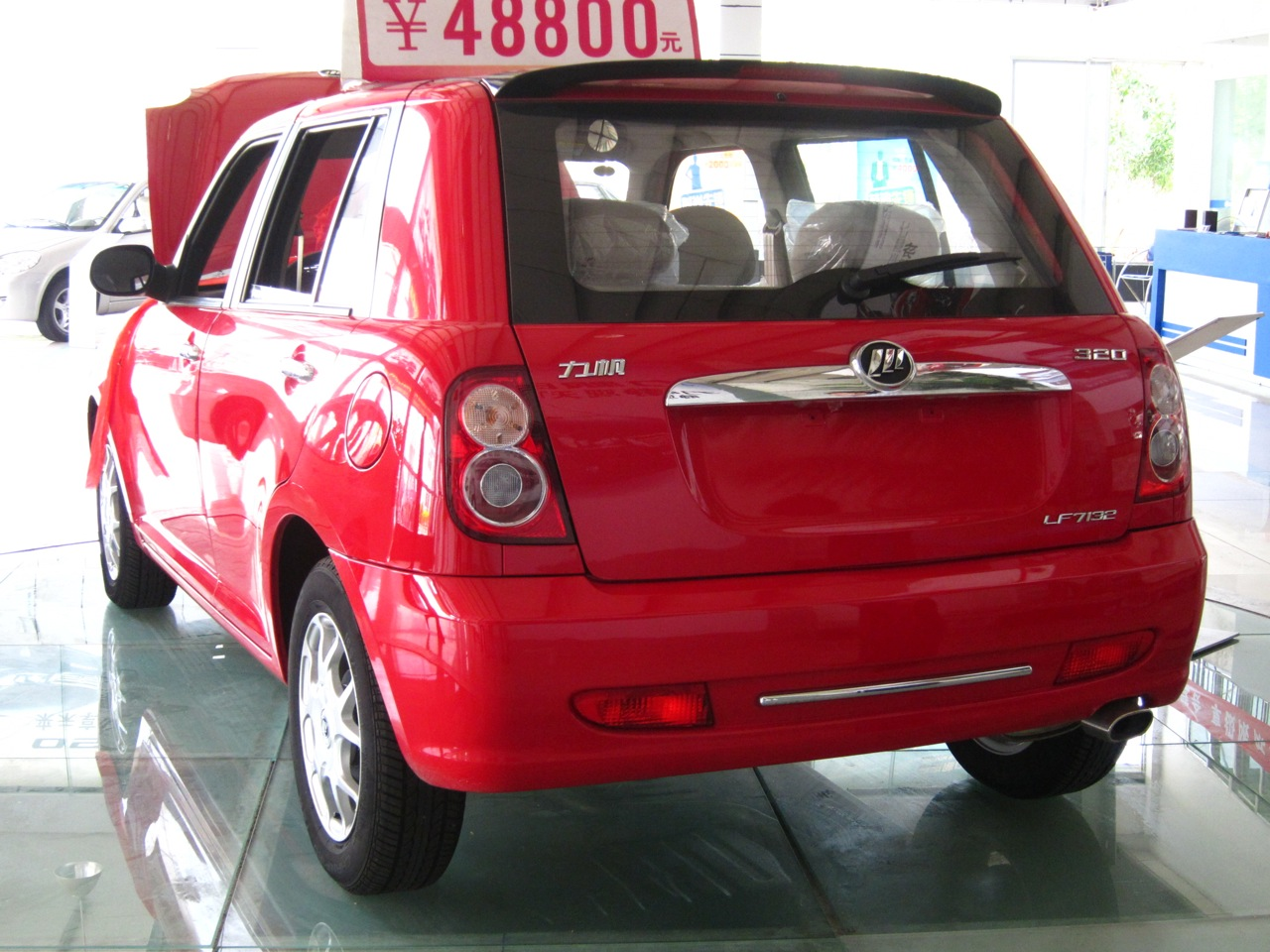
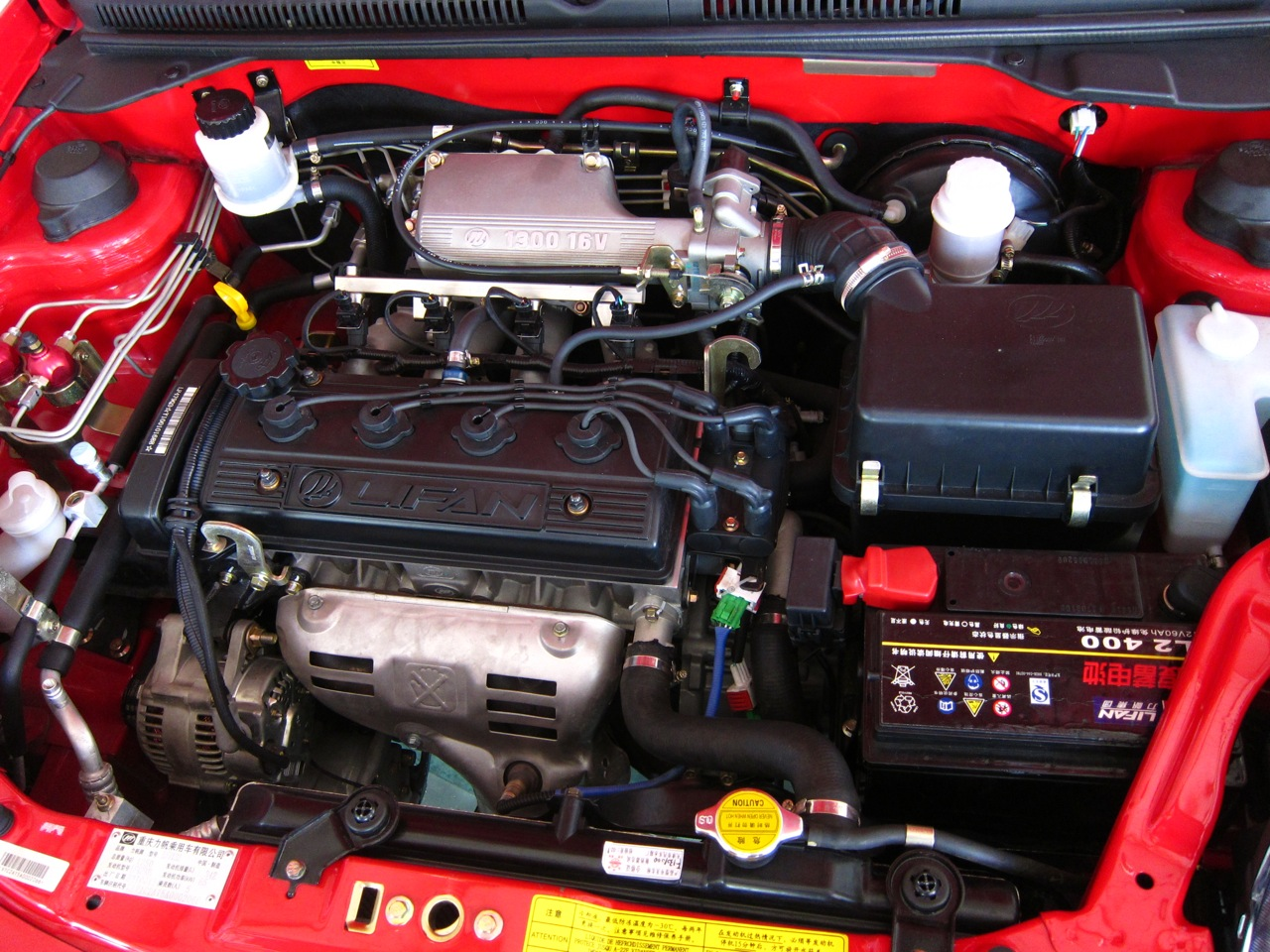
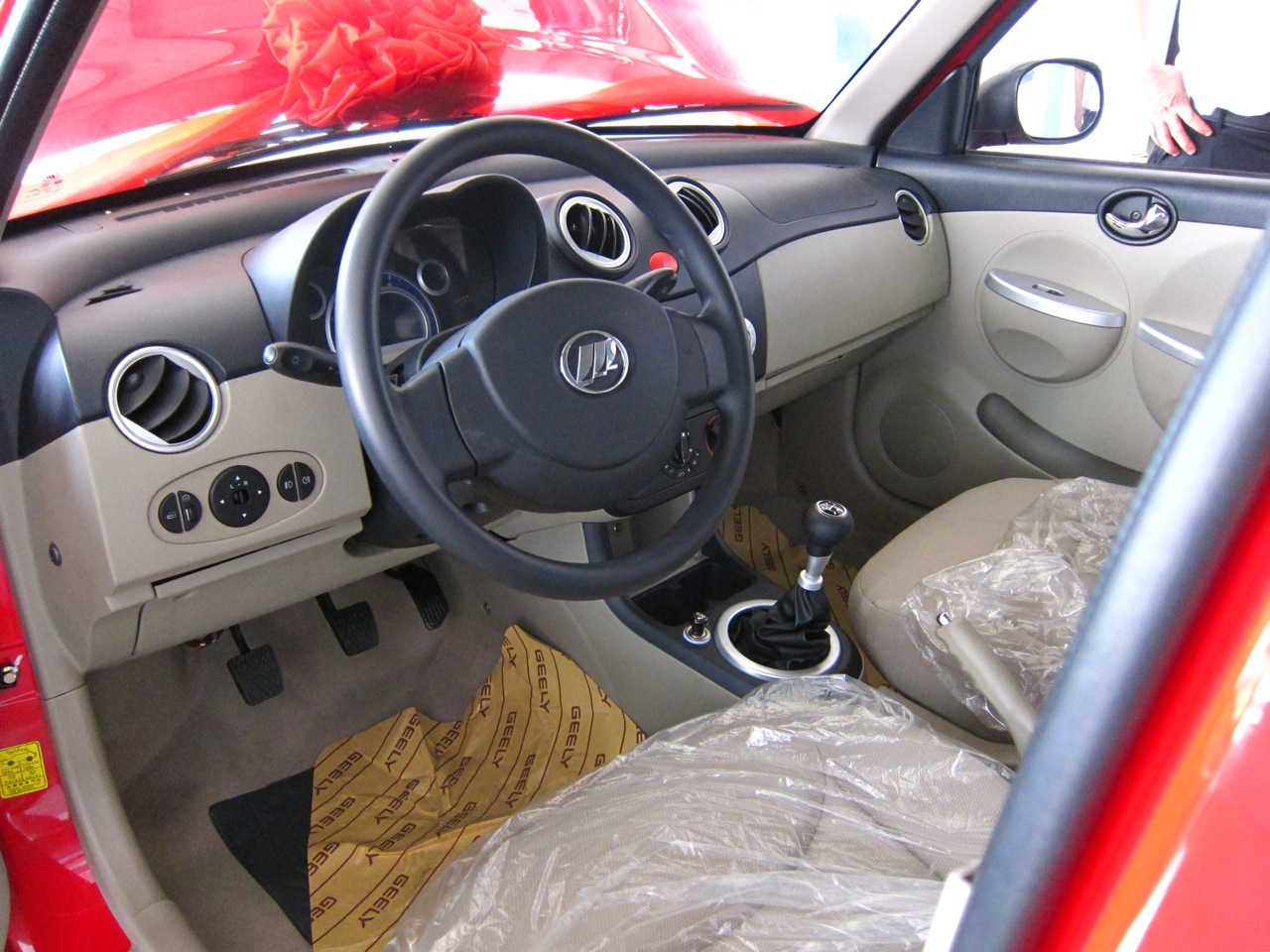
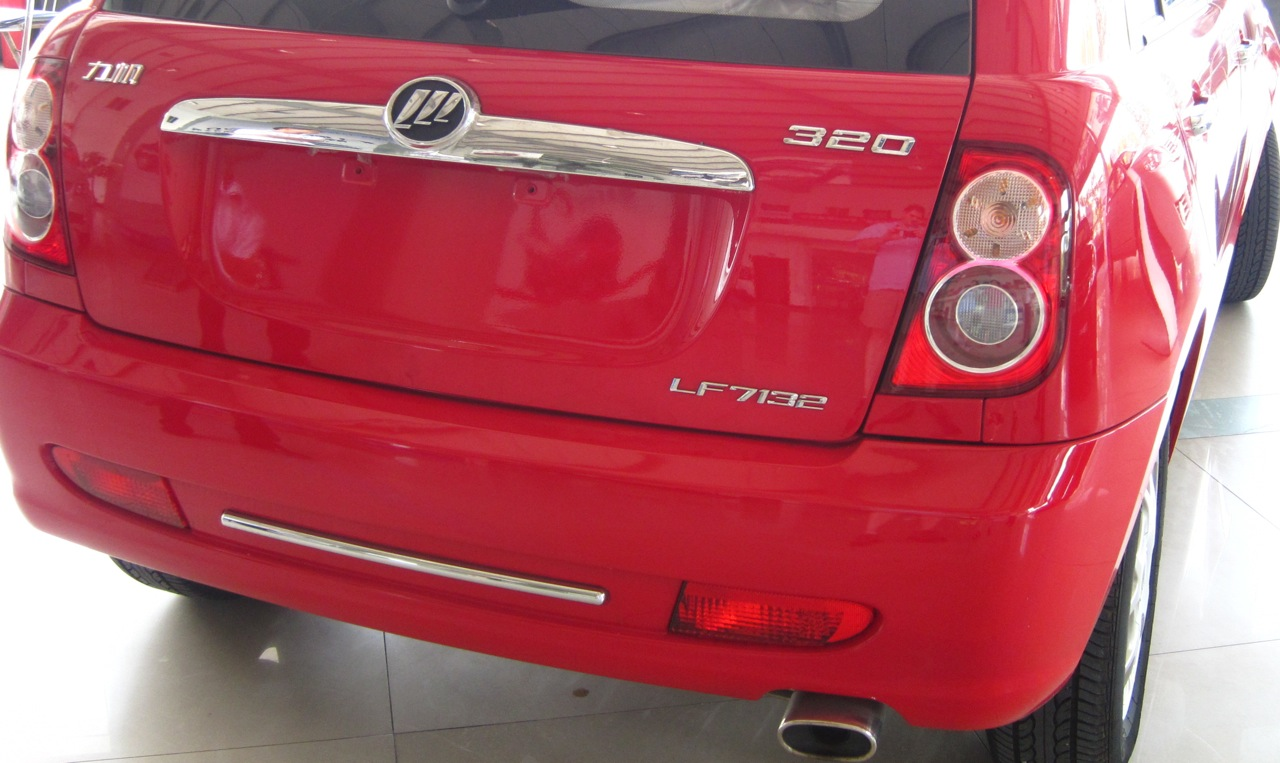
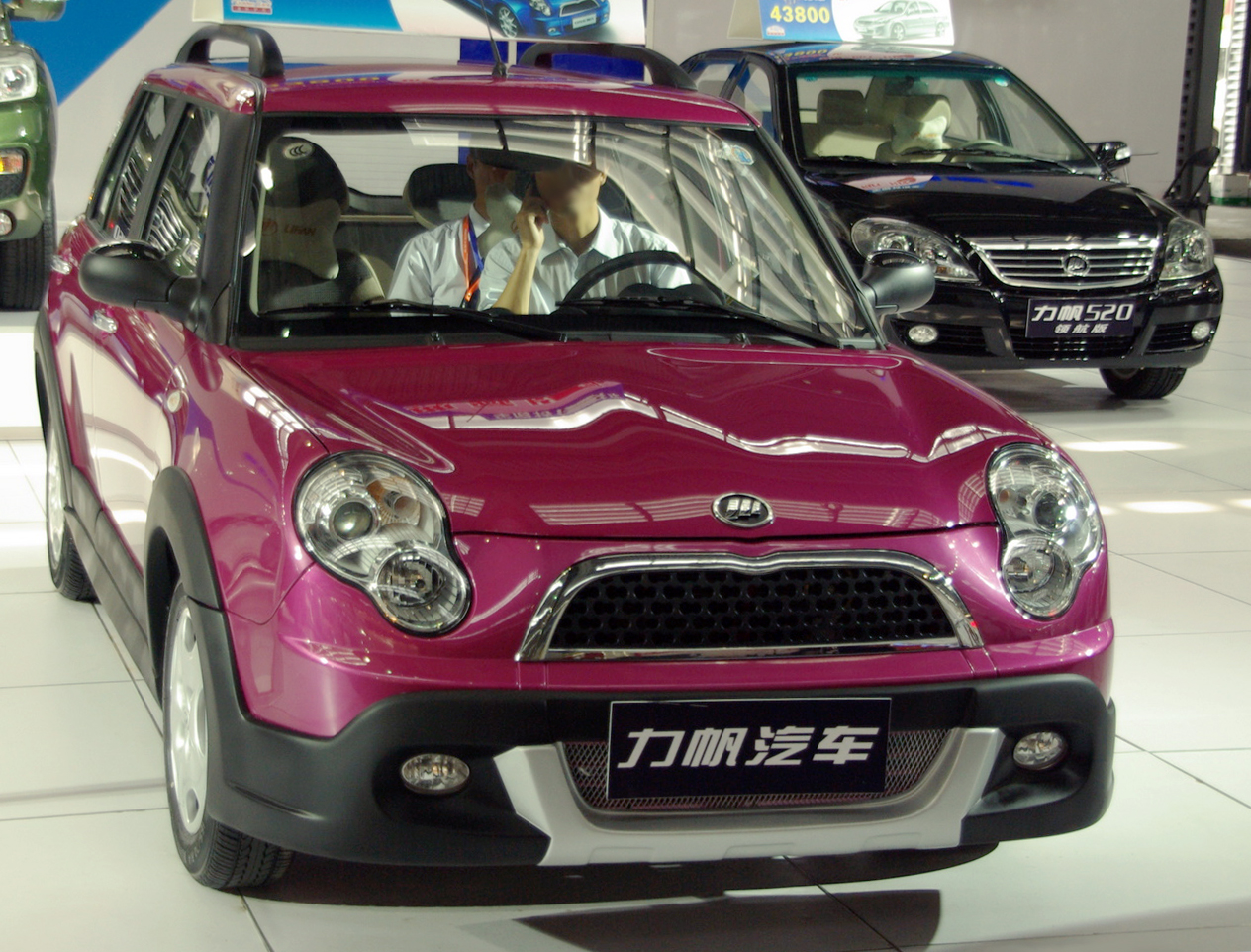